# Vadu (okręg Hunedoara)
Vadu – wieś w Rumunii, w okręgu Hunedoara, w gminie Sântămăria-Orlea. W 2011 roku liczyła 91 mieszkańców.